# Iga Wyrwał
Iga Wyrwał, znana także jako Eva lub Eve Wyrwal (ur. 20 lutego 1989 w Kaliszu) – polska modelka i aktorka.

## Życiorys
W 2006, mając 17 lat, wyjechała do Wielkiej Brytanii. Po rozesłaniu portfolio dostała pierwsze propozycje sesji zdjęciowych. Pozowała kilkakrotnie dla tabloidu „Daily Star” (jako „Page 3 Girl”) oraz magazynów: „Playboy” (kilkakrotnie w amerykańskiej edycji w cyklu „Sexy girls next door”), „Nuts” czy „Front”. W lipcu 2008 oraz czerwcu 2009 pojawiła się na okładce polskiego miesięcznika „CKM”. Pojawiła się także na stronach portali MET ART i Busty Brits. Znalazła się na pierwszym miejscu rankingu „100 Sexiest Topless Babes 2008” sporządzonego przez redakcję magazynu „Nuts”.
Zagrała w komediowym show stacji Channel 4 The Kevin Bishop Show i wystąpiła w mniejszej roli w horrorze Anthony'ego DiBlasi Dread (2009).
W 2009 została twarzą kampanii promocyjnej gry komputerowej Need for Speed: Shift oraz uczestniczyła w dziesiątej edycji programu rozrywkowego TVN Taniec z gwiazdami.
Studiowała archeologię.

## Życie prywatne
Ma syna, Oliwiera (ur. 2010). Zamieszkała w Rugby.

## Sesje erotyczne
- 2008: „CKM” (lipiec 2008, grudzień 2008)
- 2009: „Nuts”
- 2009: „Playboy”

## Filmografia
- 2008: The Kevin Bishop Show
- 2009: Dread
- 2011: Gun of the Black Sun
- 2011: Your Highness – jako Regina[3]